# Clara Markstedt
Clara Anna Linnea Markstedt, född 20 augusti 1989 i Visby, är en svensk före detta fotbollsspelare.

## Klubbkarriär
Markstedts moderklubb är P18 IK. Hon gjorde 19 mål på 16 matcher i Division 2 2009. I april 2010 värvades Markstedt av AIK. Hon spelade tre säsonger för klubben, varav två i Damallsvenskan.
I december 2012 gick Markstedt till Piteå IF. I november 2014 skrev Markstedt på för Hammarby IF.
I januari 2016 värvades Markstedt av Vittsjö GIK. I december 2016 förlängde hon sitt kontrakt med ett år. I november 2017 förlängde Markstedt sitt kontrakt med ytterligare ett år. Den 21 oktober 2018 gjorde hon ett hattrick i en 4–0-vinst över Eskilstuna United DFF. I november 2018 förlängde Markstedt sitt kontrakt i Vittsjö med ett år och likaså gjorde hon i november 2019. I november 2020 förlängde hon återigen sitt kontrakt med ett år.
I oktober 2021 förlängde Markstedt sitt kontrakt i Vittsjö GIK över säsongen 2022. I juni 2022 förlängde hon sitt kontrakt fram över säsongen 2023. Efter säsongen 2023 avslutade Markstedt sin fotbollskarriär.

## Landslagskarriär
Markstedt spelade fyra landskamper för Sveriges U23-landslag under 2012.

## Privatliv
Markstedt är sedan 2025 gift med den australiensiska fotbollsspelaren Katrina Gorry, som hon lärde känna när Gorry började spela i Vittsjö GIK. Markstedt är intresserad av konst och design och har haft utställningar och sålt flera alster.